# Ivete Sangalo (album)
Pour la chanteuse, voir Ivete Sangalo.
 (avril 2020).
Albums de Ivete Sangalo
Beat Beleza
(2000)
Singles
1. Tá Tudo Bem
Sortie : 7 juillet 1999
2. Canibal
Sortie : 12 novembre 1999
3. Se Eu Não Te Amasse Tanto Assim
Sortie : 2 mai 2000
4. Tô na Rua
Sortie : 1er septembre 1999

Ivete Sangalo est le premier album solo de la chanteuse pop MPB brésilienne Ivete Sangalo, sorti en octobre 1999 sur le label Universal Music Ltda..
En 2000, l'album est certifié disque de platine au Brésil.

## Liste des titres
| 1.    | Canibal                         | 3:46 |
| 2.    | Tá tudo bem                     | 3:49 |
| 3.    | 100 o seu amor                  | 3:17 |
| 4.    | Música pra pular brasileira     | 3:23 |
| 5.    | Monsieur Samba                  | 3:48 |
| 6.    | Medo de amar                    | 4:58 |
| 7.    | Eternamente                     | 3:59 |
| 8.    | Tô na rua                       | 3:41 |
| 9.    | Chuva de flor                   | 3:18 |
| 10.   | Tenho dito                      | 3:42 |
| 11.   | Destino                         | 4:13 |
| 12.   | Sá Marina                       | 4:22 |
| 13.   | Se eu não te amasse tanto assim | 4:09 |
| 14.   | Bota pra fever                  | 4:16 |
| 54:41 |                                 |      |

## Certification
| Région                                                                                                 | Certification | Ventes/Streams |
| --- | ------------- | -------------- |
| Brésil (ABPD)                                                                                          | Platine       | 400 000*       |
| *Ventes selon la certification ^Mise en rayon selon la certification xNon précisé par la certification |               |                |